# The Dove
Sonne, Süden, Leidenschaft (Originaltitel: The Dove) ist ein US-amerikanisches Filmmelodram von Roland West aus dem Jahr 1927, das als teilweise verschollen gilt.

## Handlung
Dolores, genannt „The Dove“ („Die Taube“) ist verliebt in den jungen Caballero Johnny Powell und wird andererseits von Don José María y Sandoval begehrt. Dieser organisiert die Entführung seines Rivalen, woraufhin Dolores sich eher umbringen würde als mit Don José zusammenzuleben. Glücklicherweise kann Johnny fliehen und Dolores retten.

## Hintergrund und Auszeichnungen
Gilbert Roland ist in einer seiner ersten Rollen zu sehen. Die Kameraführung von Oliver T. Marsh war für die damalige Zeit herausragend und wechselte von den zumeist scharfen, klaren Bildern zu sanft-fokussierten Bildern in den romantischen Nahaufnahmen, wobei sowohl die Komposition als auch die Beleuchtung außerordentlich war. In einer kleinen Nebenrolle ist Olga Baclanova zu sehen.
Von dem Film existieren nur vier von insgesamt neun Filmrollen im Archiv der Library of Congress.
Für die enorme aus Ziegeln erbaute Kulisse erhielt Art Director William Cameron Menzies ebenso wie für das „Beste Szenenbild“ im Film Wetterleuchten (Tempest) auf der ersten Oscarverleihung 1929 einen Oscar.